# 의상 (신라)
의상(義湘, 625년~702년)은  신라 중기의 왕족 출신 고승이다. 또한, 통일신라시대 초기의 작가이자 철학자이기도 했다. 그는 중국 당나라에 유학하여 중국화엄종 제2대 조사인 지엄(至嚴)으로부터 화엄종(華嚴宗)을 수학하고 법통을 이어받았다.
또한, 한국 화엄종(華嚴宗)의 시조이며, 속성은 김(金)혹은 박(朴)씨라고 한다. 호는 해동화엄시조원교국사(海東華嚴始祖圓敎國師)이다. 아버지는 신라의 진골 귀족 김한신 장군이다.

## 생애

### 유학과 교육
20세에 출가하여 650년(진덕여왕 4년)에 사형(師兄)인 원효(元曉)와 함께 당나라에 가던 도중에 난을 당해 당항성의 어느 동굴에서 유숙하게 되었다. 이때 해골에 괸 물을 마신 원효는 도의 길이 따로 있지 않다는 일체유심조의 진리를 깨닫고 당나라 유학을 포기하고 그와 헤어진다.
그 후 신라의 삼국통일 전쟁의 혼란을 피하여 661년(문무왕 1년)에 당나라 사신의 배편을 빌려 타고 건너가 중난산(終南山) 지상사(至相寺)에서 지엄(至嚴: 중국 화엄종의 제2대 조사)의 문하에 현수(賢首: 법장)와 같이 화엄의 깊은 이치를 깨달았다. 현수는 지엄의 뒤를 이어 중국 화엄종의 제3조가 되고, 의상은 귀국 후 한국 화엄종의 시조가 된다.

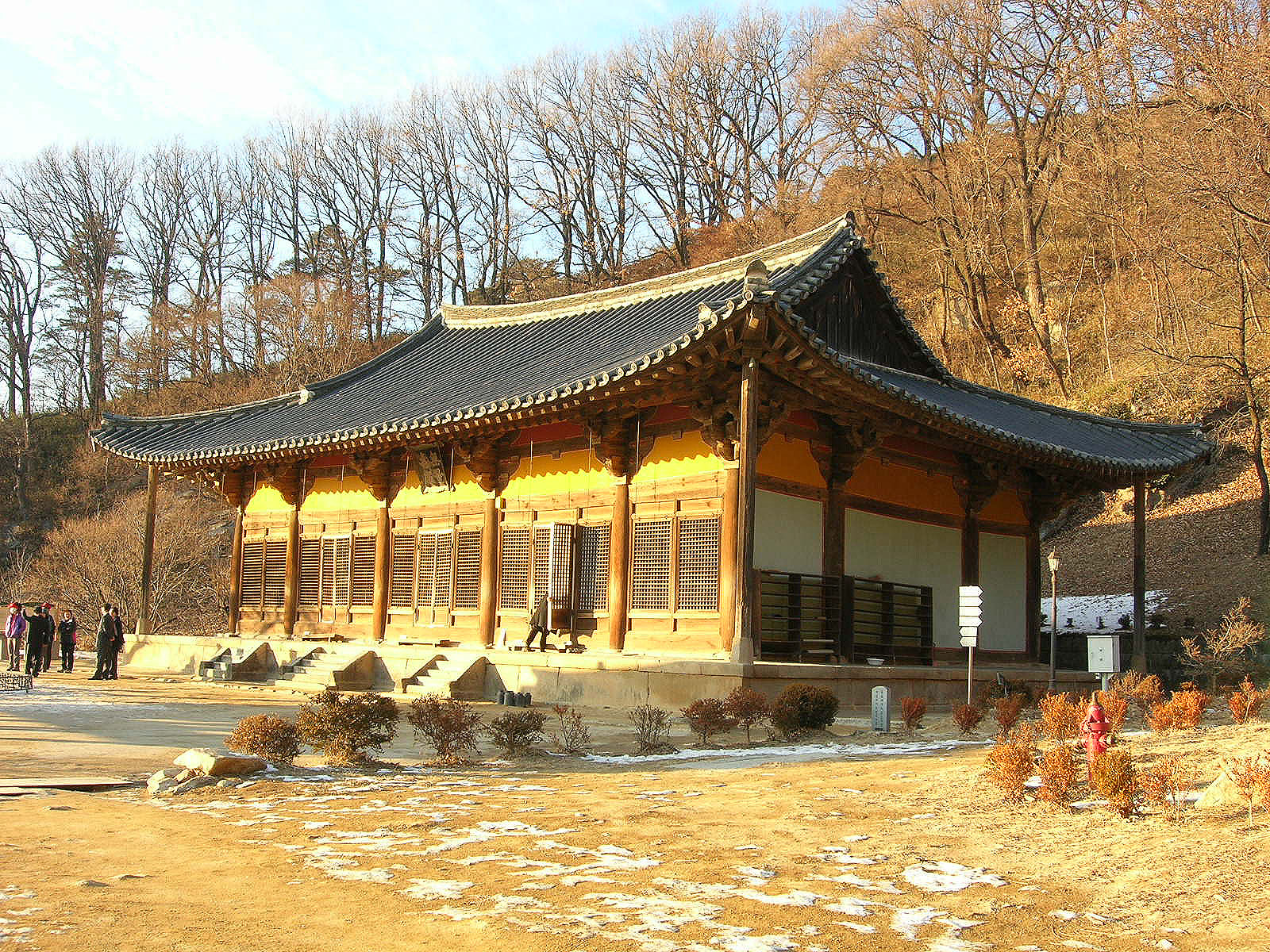
영주 부석사 무량수전. 부석사는 의상이 처음 지었다고 전하고 있다.

당나라에 체류 중 그의 설법에 참석하던 여성 중 그를 사모하는 선묘라는 이름의 여성이 있었다고 한다. 의상은 그녀의 마음을 알고 있었음에도 불구하고 그녀의 마음을 받아들이지 않고, 대신 자신의 제자로 삼았다. 의상이 신라로 귀국하던 날, 선묘의 집에 찾아갔지만, 선묘가 집을 비워서 만나지 못하고 돌아갔다. 의상의 귀국 소식을 접한 이 선묘는 자신이 죽어 그를 지켜주겠다며 황해바다에 몸을 던져 죽었다. 후에 의상이 영주 봉황산에 산사를 지을 때, 지역 주민들이 와서 집단으로 들고 일어서자 어느 날 사람 수백 명의 머리를 덮고도 남을 크기의 바위가 공중에 떠다니면서 주민들을 따라다녔다. 겁에 질린 주민들은 자발적으로 해산하였고, 의상은 사찰을 준공하였다고 한다.

### 수행과 정진
의상은 670년(문무왕 10)에 귀국하여 관음굴(觀音窟: 낙산사)에서 백일을 기도하고 676년에 왕의 뜻을 받아 봉황산에 부석사를 창건하고 화엄교학을 강술하여 화엄종(해동 화엄종)의 시조가 되었다.
692년(효소왕 1)에 현수는 승전(勝詮)이 귀국할 때 그의 저술 《화엄경탐현기》와 그 비판을 구하는 서신을 의상에게 보냈는데, 그 친필 서신이 오늘날까지 전하고 있다. 의상은 문하에게 이것을 나누어 강술하면서 전교(傳敎)에 전심하다 죽었다. 사망 당시 향년 78세였다.

### 사후
후일 고려 숙종은 해동화엄시조원교국사(海東華嚴始祖圓敎國師)라 시호하였다. 의상의 문인으로 뛰어난 10대덕과 전교(傳敎)의 10대찰이 있었다.

## 철학세계
화엄경의 무애 사상등으로 잘 알려진 신라의 고승 원효(元曉)와 동문수학하여 연배인 원효와 사형제지간(師兄弟之間)인것으로 알려져있다. 또한 의상의 철학세계에 대해 ' 세계는 하나의 거대한 그물이고 씨줄 날줄이 교차되는 곳에 살아 있는 것들이 있는데, 그중 하나가 죽으면 전체 세계가 다 울려서 내 마음도 아파온다'라는 표현으로 강신주 철학교수는 이를 언급한바있다.

## 일화
- 의상의 귀국에 관하여 다음과 같은 이야기가 전해지고 있다. 즉 당나라는 삼국 통일을 원조하였음에도 불구하고, 신라가 여제(麗濟) 양국을 공취한 것에 노하여 신라 승상 김흠순(金欽純)을 잡아 가두었다.[1] 당 고종(高宗)이 신라에 대거 출병코자 한 기미를 김흠순 등에게 들은 의상은 급히 귀국하여 왕께 고하고 명랑(明朗)이 밀단법(密壇法)을 베풀어 화를 면했다고 한다.[1]
- 범어사의 전설에 따르면, 흥덕왕 때에 왜병이 내침한다는 소식을 듣고 금정산(金井山)에 빌어서 미연에 방지하였다고 하나 근거 있는 것은 아니다.[1]

## 의상이 등장하는 작품
- 《원효대사》 (KBS, 1986년~1986년, 배우 : 안승훈)

## 기타
의상은 영주의 부석사, 양양의 낙산사 등 화엄 10찰을 건립하였다. 토에 정통한 승려로서 신라와 고려에서는 국사로 추존되었으며, 민간 신앙에서도 무속의 신 중 한 사람으로 경상북도의 일부 무당들로부터 숭배되었다.

## 같이 보기
- 원효
- 원광
- 지눌
- 의천
- 설총
- 원효암칠성각
- 자장
- 원측

## 참고 문헌
- 이 문서에는 다음커뮤니케이션(현 카카오)에서 GFDL 또는 CC-SA 라이선스로 배포한 글로벌 세계대백과사전의 내용을 기초로 작성된 글이 포함되어 있습니다.
- (불교신문-“왜 의상스님 관련 책은 없을까”)http://www.ibulgyo.com/news/articleView.html?idxno=145077
- (위키문헌, 삼국유사 권제4 의해(義解)- 義湘傳敎 의상이 화엄종을 전하다)https://ko.wikisource.org/wiki/%EB%B2%88%EC%97%AD:%EC%82%BC%EA%B5%AD%EC%9C%A0%EC%82%AC/%EA%B6%8C%EC%A0%9C4#%EC%9D%98%EC%83%81%EC%9D%B4_%ED%99%94%EC%97%84%EC%A2%85%EC%9D%84_%EC%A0%84%ED%95%98%EB%8B%A4